# Stabskorporal
Stabskorporal är en tjänstegrad inom Bundeswehr. I svenska försvarsmakten är motsvarande tjänstegrad korpral.

## Bundeswehr
I Bundeswehr är Stabskorporal en manskapsgrad över Korporal och under Unteroffizier. På grund av att de tillhör manskapet kan Stabskorporale inte ge order till någon enbart på grund av sin grad, på grundval av § 4 ("Vorgesetztenverordnung"). Liksom alla manskapsgrader får Stabskorporale inte förklara sig som överordnade i enlighet med § 6 ("Vorgesetztenverordnung"), inte ens i nödsituationer.
Stabskorporale tjänstgör till exempel som operatörer av vapensystem, mekaniker av avancerade system eller särskilt kvalificerade stabsassistenter. Stabskorporale är ofta instruktörer eller gruppbefäl.
Soldater och reservister i manskapets karriärvägar kan utnämnas till Stabskorporal tio år efter att de har tillträtt Bundeswehr.